# Miralcamp
Miralcamp è un comune spagnolo di 1 215 abitanti situato nella comunità autonoma della Catalogna.